# Nati nel 1279
| Questa pagina contiene informazioni ricavate automaticamente dalle voci biografiche con l'ausilio del template Bio e di un bot. L'aggiornamento è periodico e automatico e ricostruisce completamente la pagina. Se manca una persona in questa lista, sei pregato di non aggiungerla, ma accertati piuttosto che la sua voce biografica contenga il template Bio e che i dati anagrafici siano correttamente compilati. Se il template Bio manca, inseriscilo tu stesso o, in alternativa, metti l'avviso {{tmp\|Bio}} che ne segnala la mancanza. Se i dati riportati sono sbagliati, correggi direttamente la voce biografica; le modifiche saranno visibili in questa lista entro pochi giorni. Per chiarimenti vedi il progetto biografie. La lista contiene solo le 6 persone che sono citate nell'enciclopedia e per le quali è stato implementato correttamente il template Bio. Pagina aggiornata al 2 mag 2025. |

- 3 marzo - Ismaʿil I di Granada, sultano († 1325)
- 5 aprile - Al-Nuwayri, storico e enciclopedista egiziano († 1333)
- Luigi I di Borbone, nobile († 1341)
- Nigel Bruce, nobile scozzese († 1306)
- Margherita di Francia, francese († 1318)
- Ottone I di Pomerania, nobile († 1344)